# Lilianne Ploumen
Elisabeth Maria Josepha (Lilianne) Ploumen (Maastricht, 12 juli 1962) is een Nederlands voormalig politica voor de Partij van de Arbeid (PvdA). Van 23 maart 2017 tot en met 21 april 2022 was zij lid van de Tweede Kamer, vanaf januari 2021 als fractievoorzitter en politiek leider van de PvdA. Van 5 november 2012 tot 26 oktober 2017 was Ploumen minister voor Buitenlandse Handel en Ontwikkelingssamenwerking in het kabinet-Rutte II. Van 6 oktober 2007 tot 22 januari 2012 was zij partijvoorzitter van PvdA.

## Levensloop
Ploumen is de dochter van een rooms-katholieke melkboer; haar ouders stemden KVP. Tussen 1974 en 1980 volgde Ploumen het Atheneum-A aan het Henric van Veldekecollege in Maastricht. Vervolgens studeerde zij tussen 1980 en 1988 maatschappijgeschiedenis aan de Erasmus Universiteit Rotterdam. Tijdens haar studie werkte ze als sociaal cultureel werker in Rotterdam-Crooswijk. Sinds 1983 werkte ze bij het Instituut voor Psychologisch Marktonderzoek, eerst als medewerkster bij de afdeling statistiek en sinds 1985 als projectleidster onderzoek. Na haar studie werkte ze nog twee jaar bij het IPM. In die tijd was ze ook voorzitter van de ondernemingsraad van IPM.
In 1990 werd Ploumen Manager Marketing & Onderzoek bij Foster Parents Plan (nu Plan International). In 1993 ging ze in Londen werken voor PLAN, de koepelorganisatie van Foster Parents, als Teamleider "Quality Assurance Program for Sponsorship Systems". In 1995 keerde ze terug naar Nederland en zette ze Ploumen Projecten op, een organisatie die zich bezighield met marketingonderzoek en ideeontwikkeling. Ze begon ook te werken voor Mama Cash, als coördinator fondswerving. In 1995 nam ze deel aan de collegecyclus "Gender, etnische diversiteit en racismebestrijding" aan de Universiteit van Amsterdam. In 1996 werd ze directeur van Mama Cash. In 1998 stopte ze met Ploumen Projecten. In 1999 werd zij lid van het bestuur van de stichting Opzij. Tussen 2000 en 2002 was ze lid van het bestuur van het Nederlands Centrum voor Inheemse Volkeren, lid van de ouderraad van de basisschool "de Mijlpaal" en lid van de examencommissie voor het Marketingorientatie examen van NIMA Amsterdam.
In 2001 verliet ze Mama Cash om bij de rooms-katholieke ontwikkelingsorganisatie Cordaid te gaan werken als hoofd kwaliteit en strategie. In 2004 werd ze directeur van Cordaid en lid van de raad van bestuur. Als zodanig was zij ook voorzitter van de adviesraad van HIER, lid van de directieraad van Stop Aids Now! en lid van de directeurenvergadering van de Samenwerkende Hulporganisaties. In 2002 werd ze lid (later vicevoorzitter) van het bestuur van de Evert Vermeer Stichting, de internationale organisatie van de PvdA.

## Politieke loopbaan
In 2003 werd ze ook lid van de PvdA, daarvoor was ze lid geweest van GroenLinks. Tussen 2004 en 2005 was ze lid van het bestuur van de Stichting Her World Live en als zodanig organisator van het feministische festival WOMEN INC. In 2005 was ze voorzitter van de kandidaatstellingscommissie van de PvdA Slotervaart en wierf zij Ahmed Marcouch, stadsdeelvoorzitter van 2006-2010. Ze was ook lid van het politieke forum van de partij en actief in de Noord-Zuid-werkgroep.

### Partijvoorzitter
Op 24 september 2007 won Ploumen de interne verkiezingen om het PvdA-partijvoorzitterschap. Na zes stemronden versloeg ze Jan Pronk met 54% van de stemmen. Het partijcongres benoemde haar vervolgens op 6 oktober dat jaar tot voorzitter. Ze had bij die verkiezingen steun gekregen van een aantal prominente partijleden, waaronder een groep wethouders onder leiding van Carolien Gehrels (wethouder in Amsterdam), de rode ondernemers, Ronald Plasterk, Jet Bussemaker, Ruud Vreeman en Ahmed Marcouch. Op 3 oktober 2011 werd bekend dat zij wilde stoppen als partijvoorzitter. Ze werd op 22 januari 2012 opgevolgd door Hans Spekman.

### Minister

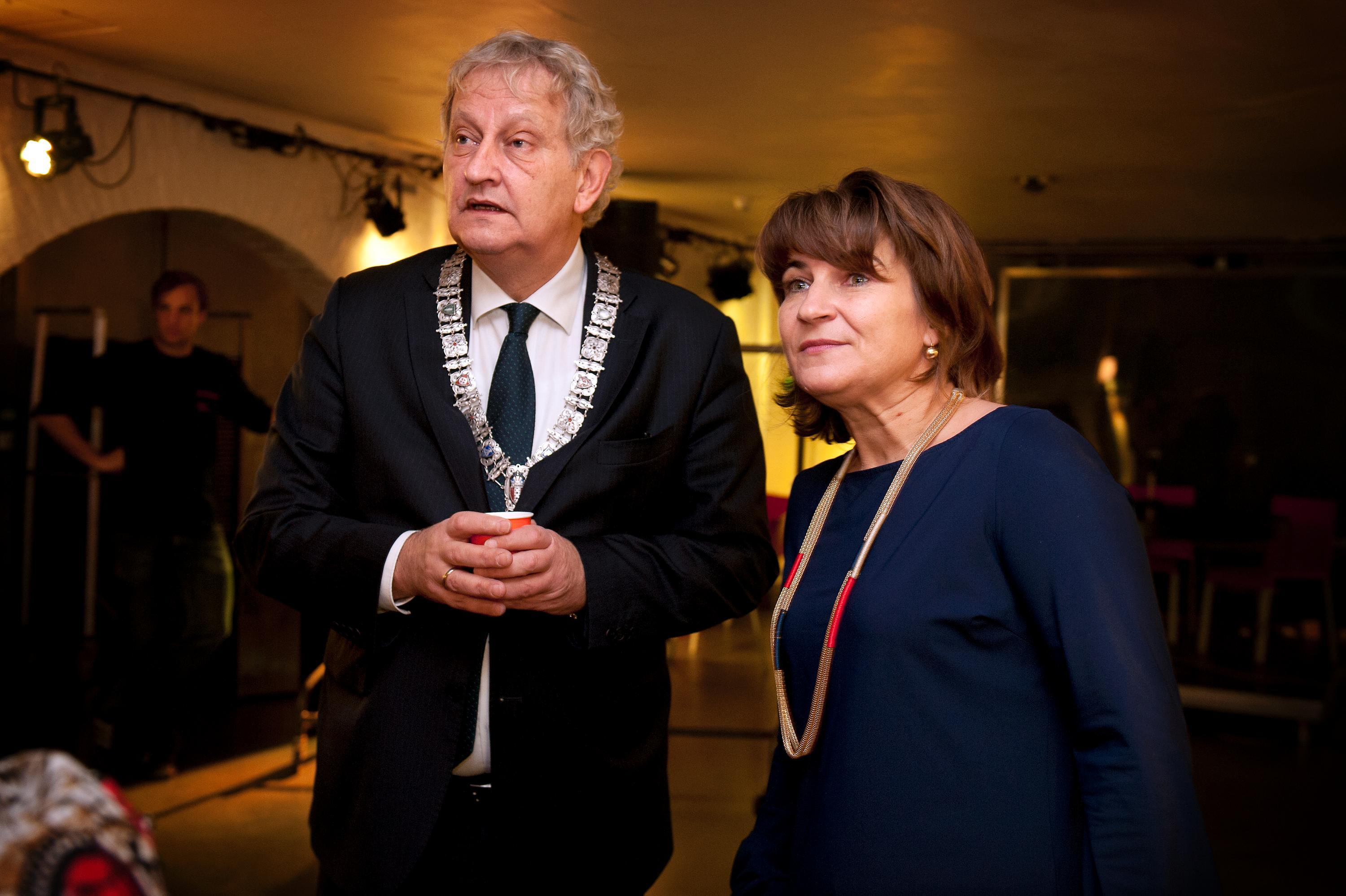
Ploumen en burgemeester Eberhard van der Laan van Amsterdam tijdens Afrikadag in 2012

Op 5 november 2012 werd Ploumen minister voor Buitenlandse Handel en Ontwikkelingssamenwerking in het kabinet-Rutte II. Haar eerste officiële bezoek als minister was samen met premier Mark Rutte aan Turkije. Daarna bracht zij met kroonprins Willem-Alexander en prinses Máxima in november 2012 een bezoek aan Brazilië.

#### She Decides
Na de verkiezing van Donald Trump als president van de Verenigde Staten richtte Ploumen begin 2017 als minister het steunfonds She Decides op. Dit is een internationaal fonds voor veilige abortussen, seksuele voorlichting en kraamzorg in arme landen en werd gelanceerd als antwoord op de verwachte effecten van de herinvoering door Trump van de Mexico City Policy (ook wel Global Gag Rule), een maatregel die verbiedt dat Amerikaanse overheidsgelden door organisaties worden gebruikt om wereldwijd abortussen uit te voeren. Zowel nationaal als internationaal kreeg de oprichting van het fonds steun. Op 2 maart 2017 vond er in Brussel een internationale conferentie plaats waarop 181 miljoen euro bijeengebracht werd. Het kabinet-Rutte II steunde met 10 miljoen euro. In het tv-programma Zondag met Lubach leverde She Decides de toenmalig minister de bijnaam "Superploumen" op.

### Lid Tweede Kamer
Bij de Tweede Kamerverkiezingen van 2017, waarbij de PvdA negen zetels behaalde, stond Ploumen op de 10e plaats van de kieslijst. Dankzij de op haar uitgebrachte voorkeurstemmen kon ze toch lid worden van het parlement. Voor de Tweede Kamerverkiezingen van maart 2021 kwam Ploumen in eerste instantie op de 3e plaats van de conceptkandidatenlijst te staan.

### Fractievoorzitter en lijsttrekker
Op 14 januari 2021 nam Ploumen in de Tweede Kamer het fractievoorzitterschap over van Lodewijk Asscher, nadat hij die functie neerlegde wegens zijn rol als minister in de toeslagenaffaire. Vier dagen later werd Ploumen door het PvdA-bestuur voorgedragen als lijsttrekker voor de Tweede Kamerverkiezingen 2021 en daarmee als partijleider, opnieuw als opvolger van Asscher. Op het partijcongres van 23 januari 2021 werd Ploumen verkozen tot lijsttrekker. Hiermee was ze de facto de politiek leider van de PvdA. Bij de Tweede Kamer-verkiezingen van 17 maart 2021 werd zij gekozen met 401.880 voorkeurstemmen. Onder haar fractievoorzitterschap werd in toenemende mate samengewerkt met de fractie van GroenLinks en werd gediscussieerd over een mogelijke fusie van beide partijen.
Ploumen maakte op 12 april 2022 bekend dat ze met onmiddellijke ingang terugtrad als fractievoorzitter en politiek leider, omdat ze naar eigen zeggen van mening was dat het leiderschap van de partij niet goed bij haar paste. Om haar opvolger niet voor de voeten te lopen kondigde ze aan ook op te stappen als parlementslid. Op 21 april 2022 nam Ploumen afscheid van de Tweede Kamer. Het fractievoorzitterschap werd een dag later overgenomen door Attje Kuiken; de Kamerzetel op 2 juni 2022 door Mohammed Mohandis.

## Loopbaan na de politiek
Ploumen werd met ingang van 1 november 2022 senior adviseur van Bureau Clara Wichmann en de Vrouwenrechtswinkel Amsterdam. Op 19 januari 2023 werd bekendgemaakt dat zij bestuurslid is geworden van Ipas. Met ingang van 1 juli 2023 werd zij benoemd tot voorzitter van de raad van toezicht van Stichting CPNB. Zij is distinguished fellow van ODI.

## Onderscheidingen
- 2017 - Pauselijk commandeur in de Orde van Sint-Gregorius de Grote (2017). Hierover ontstond in behoudend rooms-katholieke kring enige onrust.[21]
- 2018 - Aletta Jacobsprijs

### Opinie Opzij
- 2017 - Meest invloedrijke vrouw van Nederland in de categorie goede doelen in de Opzij Top 100 van het feministische maandblad Opzij.
- 2018 en 2019 - Meest invloedrijke vrouw van Nederland in de categorie politiek in de Opzij Top 100 van het feministische maandblad Opzij.[22][23]

## Varia
Op zaterdag 4 maart 2023 was zij te zien in het zestiende seizoen van de documentaireserie Verborgen verleden.